# Lerklining
Lerklining er et komposit byggemateriale, der bruges til at lave mure, hvor et vævet skelet af træ, ofte af pileflet bliver klinet med en klæbrig blanding, der som regel består af våd jord, ler, sand, dyremøg og strå. Lerklining har været brugt i 6000 år og er stadig en vigtig byggeteknik i mange dele af verden. Mange historiske bygninger har lerklining som en del af konstruktionen, og teknikken er igen blevet populær som en del af bæredygtigt byggeri.
Lerklinede bygninger kan bruges arkæologisk, idet de ofte indeholder spor af frø, aftryk af planter og plantedele samt aftryk af dyr, mennesker og værktøj.

## Konstruktion
Pileflet er tynde grene, hele eller flækkede, der væves ind mellem lodrette stager. Det kan være i løse paneler eller fast forankret i bindingsværk, hvor det fylder op imellem bjælkerne, eller det kan være som en hel væg.
Lerkliningen er fremstillet af binder, aggregater og forstærkning.
Bindere holder blandingen sammen med ler, kalk, kalkstøv eller kalkstensstøv.
Aggregatet giver blandingen den rette konsistens og stabilitet med jord, sand, knust kalk og knuste sten.
Forstærkningen kan være strå, fæhår, halm eller andre fibre, der holder lerkliningen sammen, samtidig med at den styrer, hvor meget den trækker sig sammen, når blandingen tørrer og giver fleksibilitet. Lerkliningsmassen kan blandes med hånden, ved at ælte det med fødderne af mennesker eller dyr, eller mekanisk med en cementmixer. Det bliver kastet på pileflettet og får lov at tørre. Ofte er der brug for flere lag, eller det kan sluttes af med en finere blanding, hvis det skal kalkes. Det gør lerkliningen resistent overfor regn.
Processen minder om teknikken i moderne arkitektur, hvor en bræddevæg bliver dækket af puds for at skabe en jævn overflade til at male eller tapetsere på. Både til vægge og lofter. I nogle områder er denne teknik erstattet af gipsplader.

## Historie
Lerklining kendes fra yngre stenalder. Teknikken var almindelig i huse i båndkeramisk og rössenkultur i Centraleuropa, men blev også anvendt i det vestlige Asien (eksempelvis iÇatalhöyük, Shillourokambos) samt i Nordamerika (mississippikulturen) og i Sydamerika (Brasilien). Der er fundet rester af lerklining fra forhistoriske kulturer på næsten alle kontinenter. En videnskabelige artikel om særligt engelsk arkitektur har fundet frem til, at raffininmentet af lerkliningen i høj grad er afhængig af de typer bindingsværk, som den indgår som en del af.
I middelalderen brugte man i lerklining i stor udstrækning. I flere omgange blev bulhuse forbudt, da de brugte for meget træ, og man foretrak lerklinede bindingsværkshuse i stedet.
I Afrika er lerklining almindelig i traditionelle huse hos Ashanti-folket. Lerklining bruges fortsat mange steder i mindre udviklede lande, som en billig måde at opføre bygninger på.

## Galleri
- Illustration af lerklining fra omkring 1900.
- Nærbillede af lettere medtaget lerklinet mur.
- Lerklinet bygning i Bulgarien.
- Lerklinet bygning af samme type som indianere i Nordamerika oprindeligt har bygget.
- Nærbillede af en lerklinet mur, hvor de forskellige faser af strukturen kan ses.